# Skeleton-Intercontinentalcup
Der Skeleton-Intercontinentalcup war ein internationaler Skeletonsport-Wettbewerb. Die Rennserie wurde zur Saison 2007/08 als Bindeglied zwischen dem Skeleton-Weltcup und den kontinentalen Rennserien Europacup und Nordamerikacup (vormals America’s Cup) eingeführt. Der Intercontinentalcup wird auf Bob- und Rodelbahnen in Europa und Nordamerika ausgetragen. Veranstalter ist die International Bobsleigh & Skeleton Federation. Anders als im Welt- und bei den Kontinentalcups werden parallel keine Wettbewerbe im Bobsport ausgetragen. Der letzte Intercontinentalcup fand am 18. Februar 2023 auf der Kunsteisbahn in Igls bei Innsbruck statt.

## Punktesystem
Die Punkte werden wie folgt vergeben (Stand Saison 2015/16):
| Platz  | 1   | 2   | 3   | 4  | 5  | 6  | 7  | 8  | 9  | 10 | 11 | 12 | 13 | 14 | 15 | 16 | 17 | 18 | 19 | 20 | 21 | 22 | 23 | 24 | 25 | 26 | 27 | 28 | 29 | 30 |
| Punkte | 120 | 110 | 102 | 96 | 92 | 88 | 84 | 80 | 76 | 72 | 68 | 64 | 60 | 56 | 52 | 48 | 44 | 40 | 37 | 34 | 31 | 28 | 25 | 22 | 20 | 18 | 16 | 14 | 12 | 10 |

## Quoten
Aufgrund der Leistungen der jeweiligen Vorsaison und der daraus resultierenden Platzierungen im IBSF-Skeleton-Ranking werden vor der Saison die Starterquoten nach einem festen Schema zugewiesen. Im Intercontinentalcup werden die Plätze wie folgt vergeben (Stand Saison 2015/16):
Männer:
- Nationen mit 3 Athleten in den Top 60: 3 Startplätze
- Nationen mit 2 Athleten in den Top 75: 2 Startplätze
- alle anderen Nationen: 1 Startplatz

Frauen:
- Nationen mit 3 Athletinnen in den Top 45: 3 Startplätze
- Nationen mit 2 Athletinnen in den Top 60: 2 Startplätze
- alle anderen Nationen: 1 Startplatz

## Frauen

### Gesamtwertungen
| Saison  | 1. Platz           | 2. Platz              | 3. Platz        |
| ------- | ------------------ | --------------------- | --------------- |
| 2007/08 | Lindsay Alcock     | Julia Eichhorn        | Amy Gough       |
| 2008/09 | Katharina Heinz    | Amy Gough             | Donna Creighton |
| 2009/10 | Kathleen Lorenz    | Lucy Chaffer          | Katharina Heinz |
| 2010/11 | Sophia Griebel     | Michelle Kelly        | Lena Joch       |
| 2011/12 | Rose McGrandle     | Donna Creighton       | Sophia Griebel  |
| 2012/13 | Katharina Heinz    | Robynne Thompson      | Rose McGrandle  |
| 2013/14 | Tina Hermann       | Jacqueline Lölling    | Laura Deas      |
| 2014/15 | Donna Creighton    | Micaela Widmer        | Cassie Hawrysh  |
| 2015/16 | Katie Uhlaender    | Lanette Prediger      | Anna Fernstädt  |
| 2016/17 | Lanette Prediger   | Savannah Graybill     | Donna Creighton |
| 2017/18 | Lanette Prediger   | Janine Becker         | Madison Charney |
| 2018/19 | Anna Fernstädt     | Ashleigh Fay Pittaway | Megan Henry     |
| 2019/20 | Kelly Curtis       | Susanne Kreher        | Katie Uhlaender |
| 2020/21 | Susanne Kreher     | Corinna Leipold       | Alena Frolova   |
| 2021/22 | Susanne Kreher     | Hallie Clark          | Sophia Griebel  |
| 2022/23 | Jacqueline Lölling | Corinna Leipold       | Amelia Coltman  |

### Statistik
| Rang | Athletin           | Land                   | 1. Platz | 2. Platz | 3. Platz |
| ---- | ------------------ | ---------------------- | -------- | -------- | -------- |
| 1    | Lanette Prediger   | Kanada                 | 2        | 1        | –        |
| 1    | Susanne Kreher     | Deutschland            | 2        | 1        | –        |
| 3    | Katharina Heinz    | Deutschland            | 2        | –        | 1        |
| 4    | Donna Creighton    | Vereinigtes Königreich | 1        | 1        | 2        |
| 5    | Sophia Griebel     | Deutschland            | 1        | –        | 2        |
| 6    | Anna Fernstädt     | Deutschland Tschechien | 1        | –        | 1        |
| 6    | Rose McGrandle     | Vereinigtes Königreich | 1        | –        | 1        |
| 6    | Katie Uhlaender    | Vereinigte Staaten     | 1        | –        | 1        |
| 9    | Lindsay Alcock     | Kanada                 | 1        | –        | –        |
| 9    | Kelly Curtis       | Vereinigte Staaten     | 1        | –        | –        |
| 9    | Tina Hermann       | Deutschland            | 1        | –        | –        |
| 9    | Kathleen Lorenz    | Deutschland            | 1        | –        | –        |
| 9    | Jacqueline Lölling | Deutschland            | 1        | –        | –        |

## Männer

### Gesamtwertungen
| Saison  | 1. Platz             | 2. Platz              | 3. Platz               |
| ------- | -------------------- | --------------------- | ---------------------- |
| 2007/08 | Matthew Antoine      | Jeff Pain             | Andy Wood              |
| 2008/09 | Mirsad Halilovic     | Chris Type            | Alexander Gassner      |
| 2009/10 | Chris Type           | Matthew Antoine       | Alexander Gassner      |
| 2010/11 | David Lingmann       | Alexander Gassner     | Alexander Kröckel      |
| 2011/12 | Mirsad Halilovic     | Charles Wlodarczak    | Ed Smith               |
| 2012/13 | Alexander Gassner    | Axel Jungk            | David Greszczyszyn     |
| 2013/14 | Nikita Tregubow      | Anton Batujew         | Alexander Mutowin      |
| 2014/15 | David Swift          | Paul Fraser           | Pawel Kulikow          |
| 2015/16 | Martin Rosenberger   | Alexander Gassner     | Kilian von Schleinitz  |
| 2016/17 | Jeremy Rice          | Evan Neufeldt         | Wladislaw Martschenkow |
| 2017/18 | Felix Keisinger      | Kilian von Schleinitz | Michael Zachrau        |
| 2018/19 | Jung Seung-gi        | Craig Thompson        | Kim Ji-soo             |
| 2019/20 | Christopher Grotheer | Chen Wenhao           | David Greszczyszyn     |
| 2020/21 | Felix Seibel         | Kilian von Schleinitz | Vladislav Semenov      |
| 2021/22 | Evgeniy Rukosuev     | Felix Seibel          | Felix Keisinger        |
| 2022/23 | Alexander Gassner    | Felix Seibel          | Jacob Salisbury        |

### Statistik
| Rang | Athlet               | Land                   | 1. Platz | 2. Platz | 3. Platz |
| ---- | -------------------- | ---------------------- | -------- | -------- | -------- |
| 1    | Alexander Gassner    | Deutschland            | 2        | 2        | 2        |
| 2    | Mirsad Halilovic     | Deutschland            | 2        | –        | –        |
| 3    | Felix Seibel         | Deutschland            | 1        | 2        | –        |
| 4    | Matthew Antoine      | Vereinigte Staaten     | 1        | 1        | –        |
| 4    | Chris Type           | Vereinigtes Königreich | 1        | 1        | –        |
| 6    | Felix Keisinger      | Deutschland            | 1        | –        | 1        |
| 7    | Christopher Grotheer | Deutschland            | 1        | –        | –        |
| 7    | Jung Seung-gi        | Südkorea               | 1        | –        | –        |
| 7    | David Lingmann       | Deutschland            | 1        | –        | –        |
| 7    | Jeremy Rice          | Vereinigtes Königreich | 1        | –        | –        |
| 7    | Evgeniy Rukosuev     | Russland               | 1        | –        | –        |
| 7    | Martin Rosenberger   | Deutschland            | 1        | –        | –        |
| 7    | David Swift          | Vereinigtes Königreich | 1        | –        | –        |
| 7    | Nikita Tregubow      | Russland               | 1        | –        | –        |